# June Foray
June Foray właśc. June Lucille Forer (ur. 18 września 1917 w Springfield, zm. 26 lipca 2017 w Los Angeles) – amerykańska aktorka głosowa, filmowa i telewizyjna.
W 2016 roku nagrodzona została nagrodą Emmy za osiągnięcia życia (Governor's Award).

## Wybrana filmografia
- 1975: Rikki-Tikki-Tavi (głosy)